# Ellington '65
Ellington '65 è un album discografico del musicista e compositore jazz Duke Ellington, pubblicato nel 1965 dalla Reprise Records. Si tratta di una raccolta di incisioni di brani popolari arrangiati da Ellington e Billy Strayhorn, una formula poi ripetuta dallo stesso Ellington nel successivo Ellington '66 (1966).

## Tracce
1. Hello, Dolly! (Jerry Herman) - 2:06
2. Call Me Irresponsible (Jimmy Van Heusen, Sammy Cahn) - 3:18
3. Fly Me to the Moon (In Other Words) (Bart Howard) - 2:30
4. The Peking Theme (So Little Time) (Dimitri Tiomkin, Paul Francis Webster) - 3:03
5. Danke Schoen (Milt Gabler, Bert Kaempfert) - 2:35
6. More (Theme from Mondo Cane) (Riz Ortolani, Nino Oliviero) - 2:55
7. The Second Time Around (Cahn, Van Heusen) - 3:43
8. Never On Sunday (Manos Hadjidakis) - 3:55
9. I Left My Heart in San Francisco (George Cory, Douglass Cross) - 3:02
10. Blowin' in the Wind (Bob Dylan) - 2:25
11. Stranger on the Shore (Acker Bilk) -  2:50

- Tracce incise ai Fine Studios, New York, il 15 aprile (tracce 2, 7, 8 & 11), 16 aprile (tracce 3, 4, 6 & 10), & 27 aprile (tracce 1, 5 & 9), 1964.

## Formazione
- Duke Ellington – pianoforte
- Cat Anderson, Rolf Ericson, Herb Jones, Cootie Williams - tromba
- Lawrence Brown, Buster Cooper - trombone
- Chuck Connors - basso trombone
- Jimmy Hamilton - clarinetto, sax tenore
- Johnny Hodges - sax contralto
- Russell Procope - sax contralto, clarinetto
- Paul Gonsalves, Harry Carney - sax tenore
- Major Holley - contrabbasso
- Sam Woodyard - batteria